# Serrat de la Moixera
El Serrat de la Moixera és una serra situada al municipi de la Vall de Boí a la comarca de l'Alta Ribagorça, amb una elevació màxima de 2.001 metres.